# Boreogalba gladifer
Boreogalba gladifer – gatunek błonkówki z rodziny męczelkowatych. Gatunek typowy rodzaju Boreogalba.

## Zasięg występowania
Ameryka Północna – występuje na Alasce oraz w północnej Kanadzie.

## Budowa ciała
Osiąga 2,1 mm długości.

## Biologia i ekologia
Żywiciele tego gatunku nie są znani.